# N701 (België)
De N701 is een gewestweg die volledig op het grondgebied van de Belgische gemeente Bilzen ligt. Het is een verbinding tussen de N700 en de N745. De N701 wordt ook wel Linnerbocht genoemd, naar de nabijgelegen deelgemeente Martenslinde. De N701 heeft een lengte van ongeveer 500 meter.

## N701a
De N701a is een aftakking van de N701 bij Bilzen. De route heeft een lengte van ongeveer 240 meter.